# エビータ (小惑星)
エビータ (1569 Evita) は小惑星帯に位置する小惑星。アルゼンチンの天文学者ミゲル・イティゾーン (Miguel Itzigsohn) がラプラタのラプラタ大学天文台 (Observatorio Astronómico de la Universidad Nacional de La Plata) で発見した。
フアン・ペロン大統領夫人エバ・ペロンの愛称に因んで命名された。